# Nemacheilus elegantissimus
Nemacheilus elegantissimus är en fiskart som beskrevs av Chin och Samat 1992. Nemacheilus elegantissimus ingår i släktet Nemacheilus och familjen grönlingsfiskar. Inga underarter finns listade i Catalogue of Life.